# Pic des Houerts
Il Pic des Houerts (3.235 m s.l.m. - detta anche Pointe Jean Rostand) è una montagna delle Alpi del Monviso nelle Alpi Cozie.

## Caratteristiche
La montagna si trova al confine tra i dipartimenti delle Alte Alpi e delle Alpi dell'Alta Provenza. È collocata al fondo della Val d'Escreins e a sud-ovest del Col des Houerts.